# آنتونی (تدوین‌گر)
آنتونی (انگلیسی: Anthony؛ زادهٔ ۱۱ سپتامبر ۱۹۷۳) تدوین‌گر اهل کشور هند است.

## فیلم‌شناسی
- خوشحال
- گاجینی
- روبات
- کو
- نانبان
- افسانه
- من
- مداد
- ۲٫۰
- روبات